# Saint-Clément-Rancoudray
Saint-Clément-Rancoudray est une commune française, située dans le département de la Manche en région Normandie, peuplée de 548 habitants.

## Géographie
Couvrant 3 210 hectares, le territoire de Saint-Clément-Rancoudray était le plus étendu du canton de Mortain. Elle se situe à une altitude importante avec nombre de lieux au-dessus de 300 m. Les hivers jusque dans les années 1980 voyaient souvent la neige : les coupures électriques, les routes coupées pour les bus et le laitier étaient récurrentes. La commune est traversée par la Cance mais bordée au nord par les vallées de la Sée et au sud par celle de la Sélune qui ne se rejoignent que dans la baie du Mont-Saint-Michel. Elle est aussi brièvement traversée dans sa partie sud en bordure de la forêt de Bourberouge par le GR 22 Paris - Mont-Saint-Michel, dans sa partie ouest par le GRP des Granitiers, ainsi que par l'ancienne voie de chemin de fer entre Sourdeval et Le Neufbourg, reconvertie en voie verte.
| Sourdeval, Chérencé-le-Roussel          | Sourdeval                | Sourdeval, Ger                      |
| Saint-Barthélemy, Le Neufbourg, Mortain | Saint-Clément-Rancoudray | Ger                                 |
| Mortain                                 | Bion                     | Ger, Barenton, Saint-Jean-du-Corail |

### Hydrographie
La commune est traversée par la ligne de partage des eaux entre les bassins hydrographiques Seine-Normandie et Loire-Bretagne. Elle est drainée par la Cance, la rivière de Saint-Jean, la Sonce, le ruisseau de Chenilly, le cours d'eau 01 de la Vieille Vente, le cours d'eau 11 de la commune de Saint-Clément-Rancoudray, le fossé 01 de la Butte Catherine, le fossé 01 de la commune de Saint-Clément-Rancoudray, le fossé 01 de la Fieffe Joubin, le fossé 01 de la Lande Laurent, le fossé 01 de l'ancienne Mine de Fer, le fossé 01 de Rontaunay, le fossé 01 du Gué Perrou, le fossé 01 du Gué Poullain, le fossé 03 de la Tournerie, le fossé 09 de la Maison Neuve, le fossé 10 de la commune de Saint-Clément-Rancoudray, le fossé 10 de la commune de Sourdeval, le fossé 17 de la commune de Saint-Clément-Rancoudray, le ruisseau de Boutron, le ruisseau de Breffeland, le ruisseau du Gue aux Loups et divers autres petits cours d'eau,.
La Cance, d'une longueur de 19 km, prend sa source dans la commune de Ger et se jette dans la Sélune à Mortain-Bocage, après avoir traversé cinq communes. 
La rivière de Saint-Jean, d'une longueur de 10 km, prend sa source dans la commune et se jette dans la Sélune à Mortain-Bocage. 
La Sonce, d'une longueur de 17 km, prend sa source dans la commune de Ger et se jette dans un bras de l'Égrenne à Domfront en Poiraie, après avoir traversé cinq communes. 

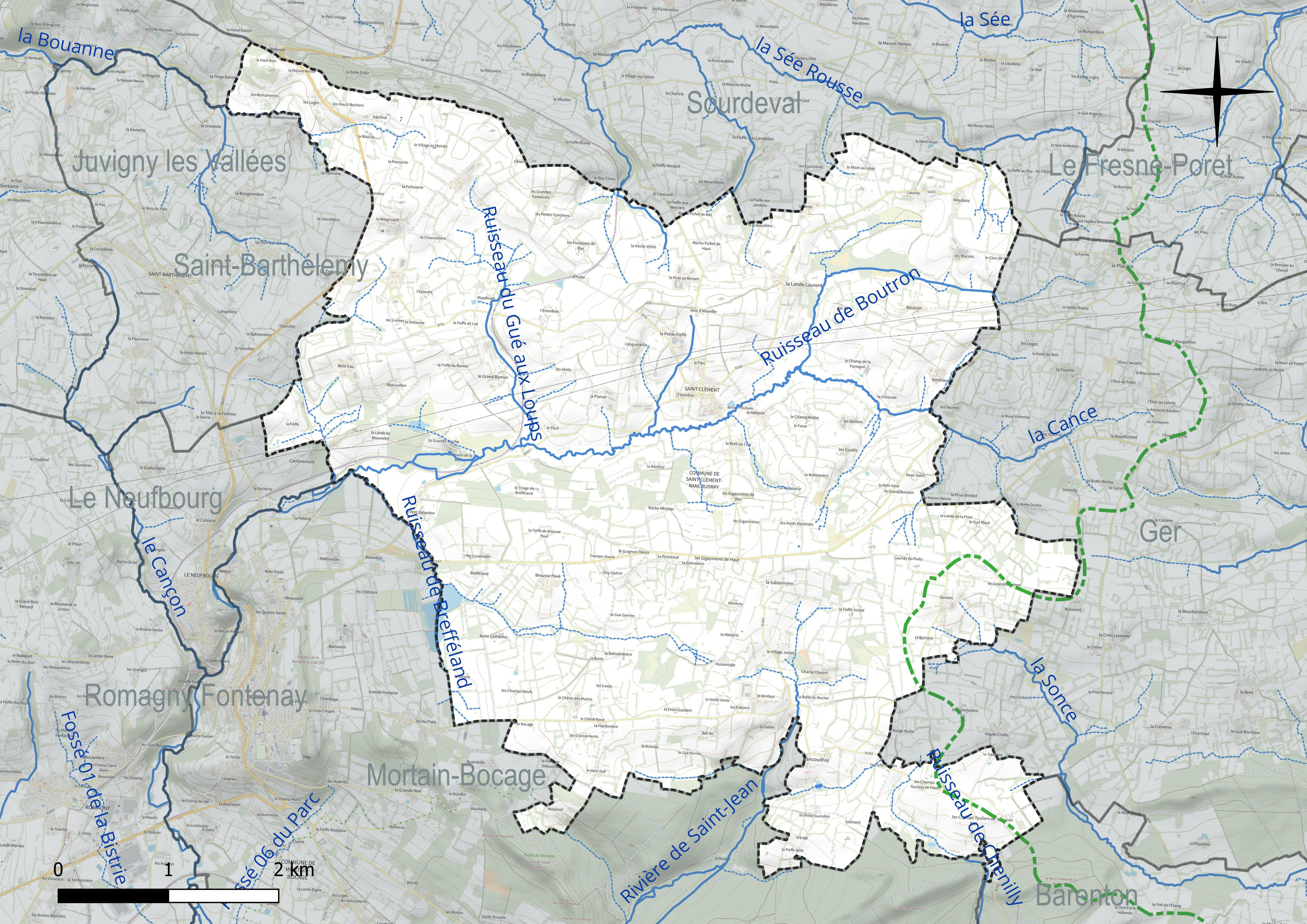
Réseau hydrographique de Saint-Clément-Rancoudray.

Un plan d'eau complète le réseau hydrographique : le Brefféland (2,9 ha),.

### Climat
Pour des articles plus généraux, voir Climat de la Normandie et Climat de la Manche.
En 2010, le climat de la commune est de type climat océanique altéré, selon une étude du CNRS s'appuyant sur une série de données couvrant la période 1971-2000. En 2020, Météo-France publie une typologie des climats de la France métropolitaine dans laquelle la commune est exposée à un climat océanique et est dans la région climatique  Normandie (Cotentin, Orne), caractérisée par une pluviométrie relativement élevée (850 mm/a) et un été frais (15,5 °C) et venté. Parallèlement le GIEC normand, un groupe régional d’experts sur le climat, différencie quant à lui, dans une étude de 2020, trois grands types de climats pour la région Normandie, nuancés à une échelle plus fine par les facteurs géographiques locaux. La commune est, selon ce zonage, exposée à un « climat contrasté des collines », correspondant au Bocage normand, bien arrosé, voire très arrosé sur les reliefs les plus exposés au flux d’ouest, et frais en raison de l’altitude.
Pour la période 1971-2000, la température annuelle moyenne est de 10,1 °C, avec une amplitude thermique annuelle de 13,3 °C. Le cumul annuel moyen de précipitations est de 1 072 mm, avec 14,7 jours de précipitations en janvier et 8,8 jours en juillet. Pour la période 1991-2020, la température moyenne annuelle observée sur la station météorologique la plus proche, située sur la commune de Saint-Hilaire-du-Harcouët à 18 km à vol d'oiseau, est de 11,5 °C et le cumul annuel moyen de précipitations est de 929,5 mm,. Pour l'avenir, les paramètres climatiques de la commune estimés pour 2050 selon différents scénarios d’émission de gaz à effet de serre sont consultables sur un site dédié publié par Météo-France en novembre 2022.

## Urbanisme

### Typologie
Au 1er janvier 2024, Saint-Clément-Rancoudray est catégorisée commune rurale à habitat très dispersé, selon la nouvelle grille communale de densité à sept niveaux définie par l'Insee en 2022.
Elle est située hors unité urbaine et hors attraction des villes,.

### Occupation des sols
L'occupation des sols de la commune, telle qu'elle ressort de la base de données européenne d’occupation biophysique des sols Corine Land Cover (CLC), est marquée par l'importance des territoires agricoles (97,7 % en 2018), une proportion identique à celle de 1990 (97,7 %).
La répartition détaillée en 2018 est la suivante : prairies (78,8 %), zones agricoles hétérogènes (16,3 %), terres arables (2,6 %), forêts (2,3 %).

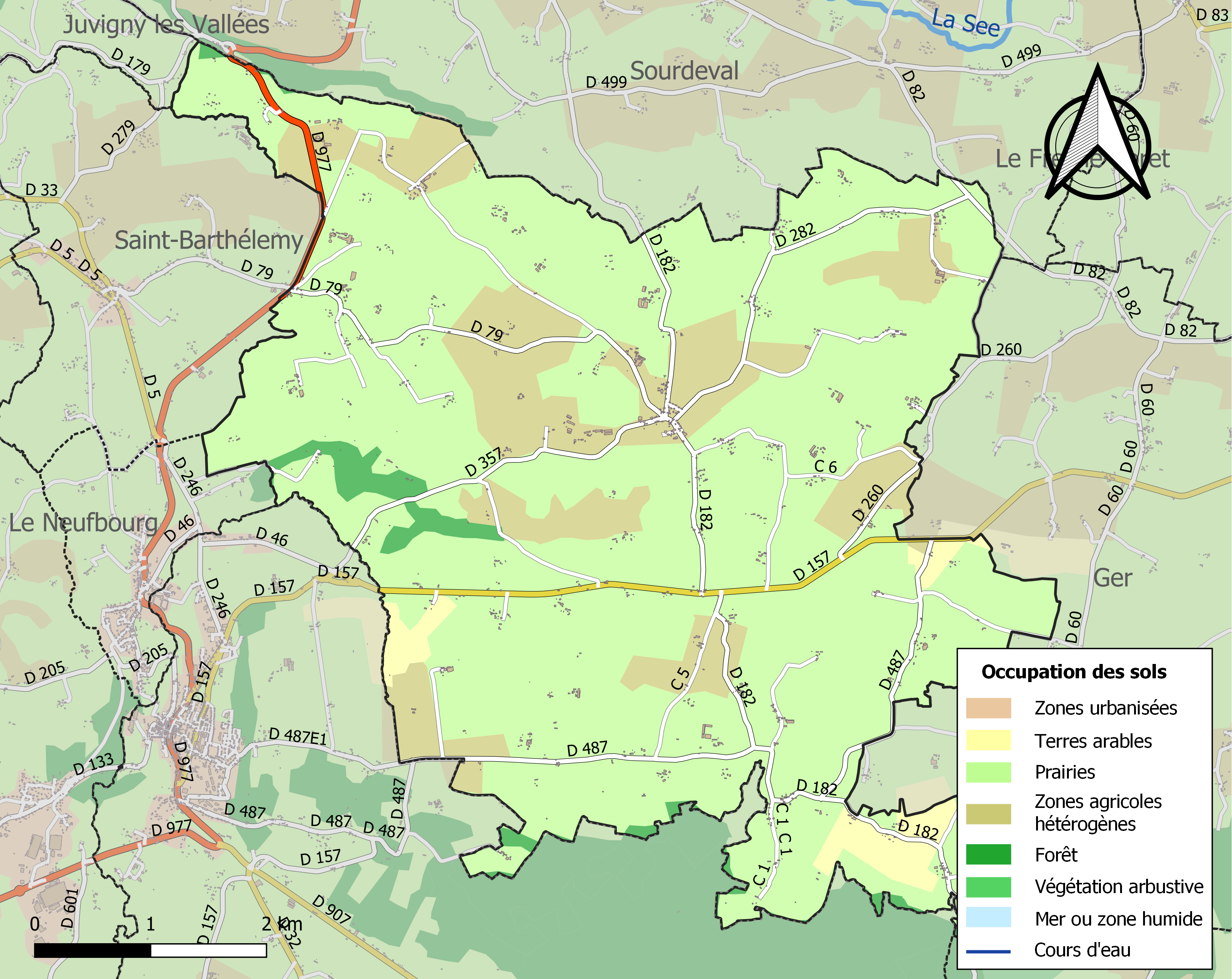
Carte des infrastructures et de l'occupation des sols de la commune en 2018 (CLC).

L'évolution de l’occupation des sols de la commune et de ses infrastructures peut être observée sur les différentes représentations cartographiques du territoire : la carte de Cassini (XVIIIe siècle), la carte d'état-major (1820-1866) et les cartes ou photos aériennes de l'IGN pour la période actuelle (1950 à aujourd'hui).

## Toponymie
Le nom de la localité est attesté sous la forme ecclesia de Sancto Clemente en 1412, Saint-Clément en 1801, Saint-Clément-Rancoudray en 1972.
L'église est dédiée à saint Clément de Metz.
Rancoudray : de l'ancien français coudre « coudrier » précédé de l'adjectif rond, signifiant « le lieu rond planté de coudriers » (Voir les précisions sur la section toponymie de la page Rancoudray).

## Histoire

### Moyen Âge
En 1130 est fondé le prieuré de Moutons, par Henri Ier d'Angleterre, dans la lande marécageuse qui fait alors partie de la forêt de la Lande Pourrie.
D'après la légende et les différentes notices que l'on trouvait dans l'église dont certaines datent des années 1950, 1970 et 1980 (réimpression à l'époque du père Pascal), le nom de Rancoudray serait rattaché à son histoire. L'étymologie alors proposée, ran : « bélier », et coudray : « noisetier », contredite par les experts actuels. On notera qu'en allemand Rammbock désigne un bélier (outil), et ram en anglais le bélier animal, ce qui a pu conduire à l'étymologie présentée par les notices et placards à disposition dans l'église. Elle traduisait la légende des origines illustrées par un des vitraux : Rancoudray est à l'origine un sanctuaire marial dédié à Notre-Dame de Pitié. En effet, un berger à la recherche d'un bélier égaré l'aurait retrouvé dans un massif de noisetiers, au pied d'une statue. À la suite de cette découverte, le prieuré de Moutons (sur la commune de Saint-Clément) aurait voulu l'accaparer mais la statue serait revenue sur ce lieu ou l'on édifia donc une chapelle 1160/1170. En 1225, le comte de Mortain confirme le don fait par les « dames de Mouton » à Guillaume Bullot, clerc de la chapelle de Rancoudray. Un pèlerinage s'est alors perpétué au long des siècles, vivace jusque dans les années 1980 où l'on chantait encore les vêpres l’après-midi. La statue est toujours visible à gauche du chœur, pietà qui fait ressentir la douleur d'une mère tenant son enfant mort sur ses genoux. C'est le plus ancien pèlerinage connu de la Manche et peut-être de Basse-Normandie après le mont Saint-Michel (709).
La pietà actuelle est datée du XVe siècle, ce ne serait donc pas celle de la légende.
La chapelle fut rattachée à Moutons en 1649 lors de la création de cette paroisse de Rancoudray qui ne vécut que quelques dizaines d'années pour être fusionnée à Moutons en 1686. Le culte cesse à la chapelle en 1777. Elle fut rattachée à Saint-Clément en 1792[réf. incomplète].
Le pèlerinage aurait été connu de Saint Louis. Selon le sacristain en place vers 1980, il aurait fait don d'une chasuble ou d'une étole lors d'un déplacement. Saint Louis connaissait Mortain puisqu'il en fit don à son oncle remuant pour s'attirer en vain sa reconnaissance. Une étole du XVIIe siècle est classée au titre objet aux monuments historiques.
Moutons fut une paroisse distinct avec son église de 1649 à la Révolution.

### XIXeetXXesiècles
En 1861, Saint-Clément (1 844 habitants en 1856) cède la partie sud de son territoire pour la création de la commune de Rancoudray (soit 403 habitants),.
Plus récemment, lors de la bataille de Mortain, plusieurs familles sont parties en exode vers l'Orne. Ainsi, la famille Heuzé (Bel-Air) s'est déplacée jusqu'à la Sauvagère, emmenant une charrette chargée du principal, les deux enfants de 3 ans et 6 ans, la mère et la grand-mère. À leur retour, le pignon ouest de la maison avait été touché par les bombes. Dans les années 1970, d'après les occupants, on trouvait encore des balles et même un reste de baïonnette.
Quant à la forêt de la Lande Pourrie qui borde la commune, entre la Fosse-Arthour et l'abbaye Blanche, elle a été identifiée par des universitaires de Caen comme pouvant avoir servi de modèle à celle des légendes arthuriennes par Chrétien de Troyes, mais aussi à Robert Wace (Gilles Susong), recoupant ainsi les thèses de René Bansard. Mais elle recèle surtout des trous et puits de mine datant de l'exploitation des mines de fer (forêt du domaine de Bourberouge, Barenton et Saint-Jean-du-Corail, voir surtout cette page). La soute à explosif en limite sud-est de la commune, non loin de la route a été rasée dans les années 2000. En limite sud-ouest, sur la même forêt, c'est le chêne à la vierge qui a été abattu lors de l'exploitation de la parcelle adjacente. La Brousse à l'ouest puis les Renardieres (Bel-air), mais aussi les fieffes sur des communes adjacentes, sont autant de nom de champs ou de lieudits trahissant dans cette partie des défrichements plus ou moins récents, visibles parfois par les écarts des champs ou de la forêt qui faisait la limite en des temps anciens : la forêt de la Lande Pourrie s'étalait alors jusqu'à Tinchebray sur la quasi-totalité de la commune.
Le carrefour des Gigannières était dans les années 1950 un lieu fréquenté où se tenait un bar, mais aussi un charron, avec forge, atelier de menuiserie et banc de scie pour débiter des grumes. L'ensemble était tenu par la famille Marie (Rémy et Thérèse, derniers exploitants)
L'est de Saint-Clément était très proche des fours des potiers du Placitre (actuel musée de la poterie) auxquels elle fournissait de la main-d'œuvre. Le nom du Placitre pourrait être rapproché du prieuré de Moutons, à 1,5 km. Le placitre est un terrain vague où se tiennent des assemblées. En Bretagne, c'est le terrain enclos autour d'une chapelle, d'une église.
Quant au hameau de Bel air, il suffit de s'y trouver, dans la perspective de la vallée de la Meude, pour comprendre son nom, face à la vallée de la Sélune qui se déroule et permet de voir au-delà des crêtes du Teilleul, ce qui explique aussi les tirs d'artillerie lors de la bataille de Mortain.
En 1973, les deux communes fusionnent à nouveau, Rancoudray gardant le statut de commune associée. La fusion devient totale le 1er janvier 2015.

## Politique et administration
| Période                                  | Période  | Identité          | Étiquette | Qualité                      |
| ---------------------------------------- | -------- | ----------------- | --------- | ---------------------------- |
| 1989                                     | En cours | Jean-Paul Brionne | SE        | Entrepreneur travaux publics |
| Les données manquantes sont à compléter. |          |                   |           |                              |

Le conseil municipal est composé de quinze membres, dont le maire et deux adjoints.

## Population et société

### Démographie
L'évolution du nombre d'habitants est connue à travers les recensements de la population effectués dans la commune depuis 1793. Pour les communes de moins de 10 000 habitants, une enquête de recensement portant sur toute la population est réalisée tous les cinq ans, les populations de référence des années intermédiaires étant quant à elles estimées par interpolation ou extrapolation. Pour la commune, le premier recensement exhaustif entrant dans le cadre du nouveau dispositif a été réalisé en 2005.
En 2022, la commune comptait 548 habitants, en stagnation par rapport à 2016 (Manche : −0,31 %, France hors Mayotte : +2,11 %).
Saint-Clément a compté jusqu'à 1 444 habitants en 1856, mais les deux communes, séparées en 1861, totalisaient 1 503 habitants en 1876 (1 080 pour Saint-Clément, 423 pour Rancoudray).
| 1793  | 1800  | 1806  | 1821  | 1831  | 1836  | 1841  | 1846  | 1851  |
| ----- | ----- | ----- | ----- | ----- | ----- | ----- | ----- | ----- |
| 1 190 | 1 224 | 1 274 | 1 332 | 1 423 | 1 353 | 1 395 | 1 417 | 1 434 |

| 1856  | 1861  | 1866  | 1872  | 1876  | 1881 | 1886 | 1891 | 1896 |
| ----- | ----- | ----- | ----- | ----- | ---- | ---- | ---- | ---- |
| 1 444 | 1 026 | 1 061 | 1 049 | 1 080 | 987  | 947  | 967  | 883  |

| 1901 | 1906 | 1911 | 1921 | 1926 | 1931 | 1936 | 1946 | 1954 |
| ---- | ---- | ---- | ---- | ---- | ---- | ---- | ---- | ---- |
| 840  | 821  | 826  | 753  | 743  | 761  | 719  | 740  | 750  |

| 1962 | 1968 | 1975 | 1982 | 1990 | 1999 | 2005 | 2006 | 2010 |
| ---- | ---- | ---- | ---- | ---- | ---- | ---- | ---- | ---- |
| 647  | 640  | 736  | 763  | 667  | 581  | 541  | 535  | 536  |

| 2015 | 2020 | 2022 | - | - | - | - | - | - |
| ---- | ---- | ---- | - | - | - | - | - | - |
| 545  | 547  | 548  | - | - | - | - | - | - |

| 1861 | 1866 | 1872 | 1876 | 1881 | 1886 | 1891 |
| ---- | ---- | ---- | ---- | ---- | ---- | ---- |
| 403  | 428  | 443  | 423  | 418  | 400  | 404  |

| 1896 | 1901 | 1906 | 1911 | 1921 | 1926 | 1931 |
| ---- | ---- | ---- | ---- | ---- | ---- | ---- |
| 383  | 331  | 340  | 337  | 286  | 287  | 256  |

| 1936 | 1946 | 1954 | 1962 | 1968 | - | - |
| ---- | ---- | ---- | ---- | ---- | - | - |
| 269  | 234  | 247  | 235  | 192  | - | - |

### Manifestations culturelles et festivités
Fêtes patronales le 23 novembre (le jour de la saint Clément), et le 15 août.

## Culture locale et patrimoine

### Lieux et monuments

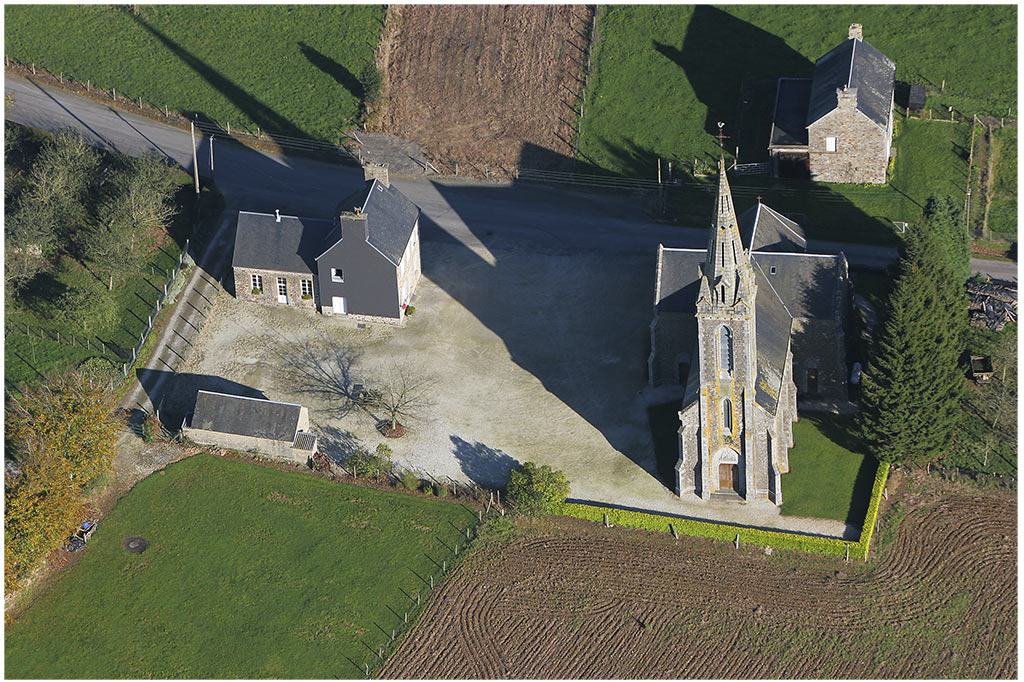
Vue aérienne de Rancoudray et son église.

- Église paroissiale de l'Assomption à Rancoudray, reconstruite au début du XXe siècle (1901). Elle abrite un tableau du XVIIe saint Stanislas Kostka communié par un ange classé au titre objet aux monuments historiques[59], mais aussi une Pietà en pierre polychrome du XVe, à l'inventaire du CAOA de la Manche[46], accompagnée des fonts baptismaux et d'une bannière. Ces fonts proviennent de l'ancien prieuré royal de Moutons[46], curieux retour des choses au regard de la piéta de la légende que le prieuré avait tenté de s'attacher en vain.
- Le monument aux morts, en contrebas de cette église, construit avec les pierres de la chapelle précédente, sur le lieu de celle-ci, et où se tiennent les pèlerinages.
- Église néogothique de Saint-Clément du XIXe siècle. Elle abrite une Vierge à l'Enfant du XVe retrouvée mutilée, sous l'If du cimetière, autre Vierge à l'Enfant du XVIIIe, statues de saint Clément, pape du XVIIIe, saint Hubert du XVIIIe, saint Gilles du XVIIIe[60].
- De nombreux calvaires attestent du passé de Saint-Clément-Rancoudray, datant pour certains du XVIIe siècle.
- Abbaye bénédictine de Moutons fondée au XIIe siècle (vers 1120) par Henri Ier Beauclerc, roi d'Angleterre et duc de Normandie. Elle eut pour 1re prieure Emma, dont la nomination fut confirmée par le pape Alexandre III. Les bâtiments que l'on peut actuellement observer sur place datent du XVIIe siècle. Cette abbaye fut plus tard transférée à Avranches en 1693 par la prieure Marie-Magdeleine de Madaillan de Montataire († 1704). À l'emplacement de l'abbaye, on érigea une croix de chemin (XVIIe siècle), route de Moutons[60].
- Tourbière de la Lande Mouton (12,4 ha).
- Dans la forêt de la Lande Pourrie à Rancoudray se trouvent, perdus et souvent inaccessibles, des vestiges préhistoriques et antiques, tel que le dolmen de la Roche-Grise.

Durant la Révolution, de nombreux hommes d'Église de Mortain et des alentours y trouvèrent refuge.